# Saplunara
Saplunara je naselje u Republici Hrvatskoj, na otoku Mljetu. Administrativno je u sastavu Općine Mljet, Dubrovačko-neretvanska županija.
Zbog prirodnih posebnosti područje je zakonom zaštićeno još 1965. godine (značajni krajobraz). Predstavlja jedno od posljednjih preostalih staništa obalnih pijesaka u Hrvatskoj te stanište iznimno rijetkih i ugroženih pješčarskih gljiva. Pješčarska vegetacija vrlo je specifična zbog prilagodbe ekstremnim životnim uvjetima (plima, oseka, sol, vjetar itd.) i iznimno je osjetljiva na promjene uzrokovane ljudskim aktivnostima.

## Stanovništvo
Prema popisu stanovništva iz 2001. godine, naselje je imalo 35 stanovnika te 10 obiteljskih kućanstava.
| broj stanovnika |       |       |       |       |       |       |       |       |       |       | 5     | 8     | 22    | 32    | 35    | 67    | 83    |
|                 | 1857. | 1869. | 1880. | 1890. | 1900. | 1910. | 1921. | 1931. | 1948. | 1953. | 1961. | 1971. | 1981. | 1991. | 2001. | 2011. | 2021. |